# Wilhelm Waser
Wilhelm Waser (geb. 6. März 1811 in Zürich; gest. 28. Juni 1866 ebenda) war ein Schweizer Architekt.

## Leben und Wirken
Waser, Sohn eines Metzgermeisters, verlor den Vater bereits mit zwölf Jahren und musste dann ins Waisenhaus. Nach einer Berufslehre bei Baumeister Graf in Winterthur (1827–1831) erhielt er eine Anstellung bzw. war Mitarbeiter bei Leonhard Zeugheer. 1835 ermöglichte ihm sein Gönner Leonhard Ziegler ein Studium an der Bauakademie in München bei Friedrich von Gärtner. Dort wurde Georg Friedrich Ziebland ein weiterer Förderer, und er befreundete sich mit Mitgliedern der Familie Quaglio.
Im Herbst 1837 begann er eine einjährige Studienreise, die ihn unter anderem über Wien, Budapest, Berlin (wo ihn Schinkel hoch beeindruckte), Lübeck und Hamburg führte, bevor er 1838 nach Zürich zurückkehrte und sich als Architekt und Bauunternehmer niederliess. Ab etwa 1840 bis zu seinem Tod errichtete er eine Reihe von Bauten in Zürich, in Horgen und in Gemeinden nördlich von Zürich. Besonders sichtbar sind heute seine Häuser am Limmatquai in Zürich, mit dem seine Laufbahn auch planerisch verbunden ist: Er legte den politischen Gremien neben einem Vorschlag zur Verlegung der Sihl Projekte für die Verlängerung des Limmatquais und einer ersten Bahnhofsbrücke vor, mit denen er zwar nicht durchdrang, die dann später aber von anderen Architekten vollendet wurden. Seine Bauten waren meist klassizistisch geprägt, neben Wohn- und Gasthäusern für eine private Bauherrschaft plante Waser einige Schulhäuser.
Laut Inventar der Schweizerischen Architektur 1850–1920 errichtete Waser eine 2018 auszahlbare Stiftung «zur Verschönerung und Verbesserung der Stadt Zürich».
Er fand auf dem Friedhof Sihlfeld seine letzte Ruhestätte.

## Werke (Auswahl)

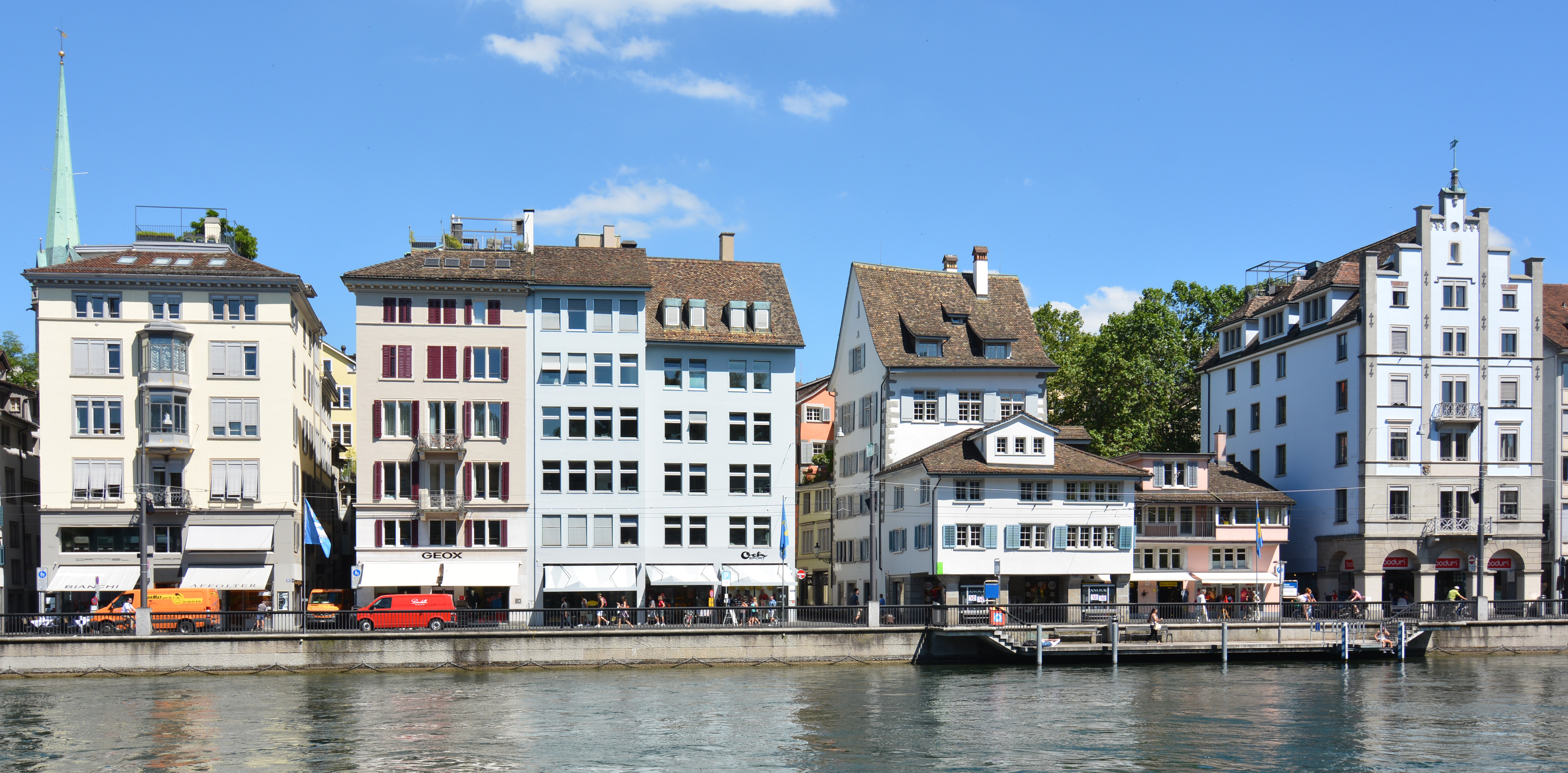
Drei Häuser von Waser am Limmatquai: Das Haus «Zum Grossen Schiff», das ehemalige «Zunfthaus zur Gerwe» (beide links) und das ehemalige «Hotel Schweizerhof» (rechts)

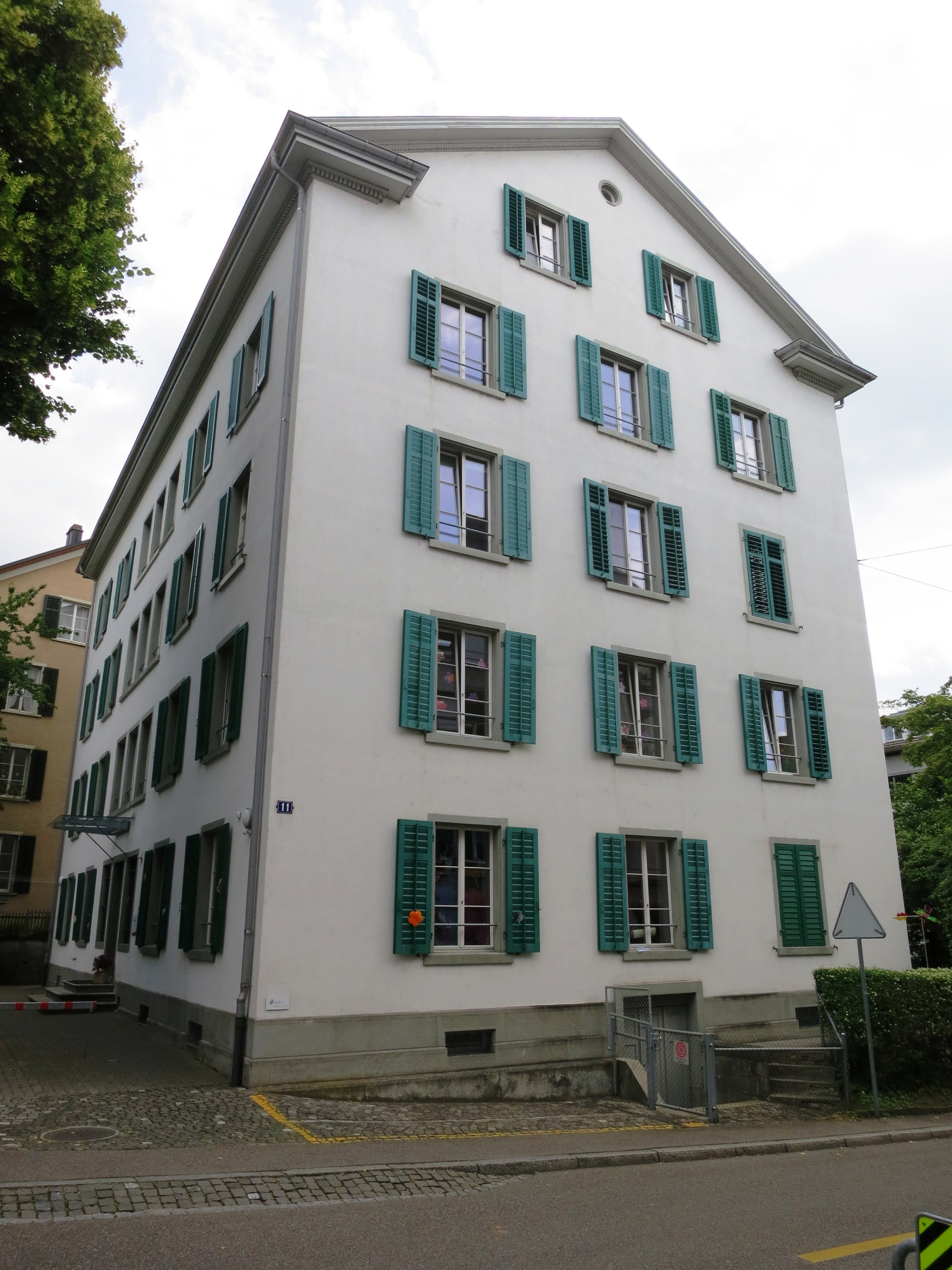
Wasers «Plattenhof», Zürich-Fluntern

- Kaltwasserheilanstalt Albisbrunn, Hausen a. Albis 1839–1842
- Sonnenhof, Umbau, Zürich um 1840[3] (Waser zugeschrieben)
- Zum Schanzenberg, Bierbrauerei Kern und Wohnhaus, Zürich 1842–47[4]
- Gasthof Schwanen, Baltenswil 1843–1845
- Kloster Gubel, Teilbereiche, Menzingen 1843–1847
- Neues Klösterli, Zürich 1848
- Klavierfabrik Hüni & Hubert, Zürich 1849–1851 (abgebrannt 1885)[5]
- Tabakfabrik Falkenburg, Zürich 1850[6] (1867 umgebaut)
- Schulhaus, Rüschlikon 1850–1851
- Schulhaus, Riesbach 1852–1853[7]
- Bahnhofbrücke, Zürich 1854 (Projekt, ausgeführt 1861–1864 durch Arnold Bürkli)[8]
- Zum Brotkorb, Zürich 1857[9]
- Münsterhof, Zürich 1857[10] (Waser zugeschrieben)
- Limmatquai 80–82, Zürich 1857–1858[11]
- Münsterhäuser, Zürich 1857–1859[12]
- Hotel Schweizerhof, Zürich 1859[13]
- Zum Plattenhof, Zürich 1861–1863[14] (Waser zugeschrieben)
- Hotel Krone, Fassadenumbau, Zürich 1863[15]
- Sigristenhaus, Zürich 1864[16]